# Ernst Wilhelm Heine
Ernst Wilhelm Heine (Berlín, 1940-9 de junio de 2023), conocido como E.W. Heine, fue un arquitecto y escritor alemán. Trabajó durante más de una década como arquitecto en Sudáfrica y Arabia Saudí. Hoy vive como autor independiente en Baviera. E.W. Heine es hermano del ilustrador Helme Heine.

## Biografía
Estudió Arquitectura y Urbanismo en la Technische Universität Braunschweig hasta 1964. Después de su licenciatura como ingeniero en esas especialidades fue asistente del profesor Herrenberger, catedrático de la citada universidad. En 1968 se traslada a Johannesburgo en Sudáfrica, donde trabajó como arquitecto. Abre su propio estudio de arquitectura en la ciudad en 1973.
En 1974 inició la actividad literaria con la edición del magazine mensual Sauerkraut. Simultáneamente funda un cabaret político-literario con el mismo nombre. 1978 fue el año de su regreso a Alemania. Allí escribe varios seriales radiofónicos e importe conferencias. Ese mismo año es nombrado director de proyecto para la construcción de la ciudad satélite de Al-Khobar en Arabia Saudí, volviendo a su "profesión principal". A partir de 1982 es director del departamento de arquitectura en una empresa consultora de ingeniería en Stuttgart; entre 1984 y 1986 continúa su actividad como asesor técnico del gobierno de Arabia Saudí. Desde 1986 su actividad principal es la de escritor.

### Lema
E.W. Heine tiene como lema la siguiente frase, que resume perfectamente su trayectoria vital:
Durante muchos años estuve casado con la Arquitectura. La Literatura era mi amante. Entonces tomé a mi amante como esposa, pero me sigo llevando de maravilla con mi ex.

## Obra
Durante los años de ejercicio de su profesión principal como arquitecto Heine ya escribe algunos relatos y libros. Sin embargo, Ernst Wilhelm Heine no alcanza cierta notoriedad hasta la publicación de su sexta colección de relatos de tono macabro y sorprendente An Bord der Titanic (1993). Sus "historias cosquilleantes" Kille-Kille-Geschichten, como llama Heine a este tipo de relatos, han alcanzado entre sus fanes en Alemania un estatus de literatura de culto. 
Sin embargo, en español ha logrado renombre desde 1988 con La pulga de Lutero y El nuevo nómada, que fueron reeditadas en 1992 y 1996, respectivamente. En la primera de ellas, la crítica ha dicho que Heine expone la historia a contrapelo, ya que, a partir de acontecimientos históricos, datos reales y bien documentados, el autor se convierte en investigador para ofrecernos una interpretación y unas conclusiones audaces e inesperadas.
Como autor de ficción histórica salta a la fama con su primera novela "El collar de la paloma" Das Halsband der Taube (1994), un considerable éxito de ventas.
Dos relatos suyos aparecen filmados en sendos cortos: 8cht (1997) de 7 minutos de duración, y Hagen PM (2006) de 15 minutos.

### Relatos y ensayos
- Die Rache der Kälber (1979)
- Nur wer träumt ist frei (1982) ISBN 3-442-72112-1
- Kille Kille (1983)
- Wer ermordete Mozart – Wer enthauptete Haydn (1983)
- Hackepeter (1984)
- New York liegt im Neandertal (1984)
- Wie starb Wagner – Was geschah mit Glenn Miller (1985)
- Kuck Kuck (1985)
- Der neue Nomade (1986) editada en español por Circe Ediciones como El nuevo nómada en 1988 (ISBN: 8-477-65006-3).

- Luthers Floh (1987, Diogenes Verlag AG Zürich) editada en español por Circe Ediciones como La pulga de Lutero en 1988 (ISBN: 8-477-65010-1 ).
- Das Glasauge (1992, Neuauflage von Die Rache der Kälber) ISBN 3-442-72805-3
- An Bord der Titanic (1992)
- Noah & Co (1995)
- Öl ist ein ganz besonderer Saft (1999)
- Kinkerlitzchen (2001) ISBN 3-442-73087-2
- Kille Kille - Makabre Geschichten (2002, Neuauflage von Kille Kille) ISBN 3-442-72902-5
- Ruhe Sanft (2004) ISBN 3-442-73268-9

### Novelas
- Toppler, ein Mord im Mittelalter (1989) ISBN 3-442-72855-X
- Das Halsband der Taube (1994) ISBN 3-442-72000-1
- Der Flug des Feuervogels (2000) ISBN 3-570-00494-5
- Die Raben von Carcassonne (2003) ISBN 3-442-73327-8
- Brüsseler Spitzen  (1999) ISBN 3-442-72491-0
- Papavera – Der Ring des Kreuzritters (2006) ISBN 3-570-12912-8

## Enlaces
- Die Homepage des Autors mit Fotografien und Materialien
- Bibliografía relacionada con Ernst Wilhelm Heine en el catálogo de la Biblioteca Nacional de Alemania.
- Filmography by type for Ernst W. Heine en IMDb
- 8cht (1997) 7 min en IMDb
- Hagen PM (2006) 15 min en IMDb